# Northern Lights (film, 1978)
Pour les articles homonymes, voir Northern Lights.
Pour plus de détails, voir Fiche technique et Distribution.
Northern Lights est un film américain réalisé par John Hanson et Rob Nilsson, sorti en 1978.
Le film remporte la Caméra d'or au Festival de Cannes 1979.

## Synopsis
Après l'anniversaire de sa sœur, Roberto quitte sa ville natale de Michoacán, au Mexique, et franchit illégalement la frontière pour tenter de faire fortune aux États-Unis.

## Fiche technique
- Titre : Northern Lights
- Réalisation : John Hanson et Rob Nilsson
- Scénario : John Hanson et Rob Nilsson
- Production : John Hanson et Rob Nilsson
- Musique : David Ozzie Ahlers
- Photographie : Judy Irola
- Montage : John Hanson et Rob Nilsson
- Pays d'origine : États-Unis
- Format : Noir et blanc - Mono
- Genre : Drame
- Durée : 95 minutes
- Date de sortie : 
  - États-Unis : 17 novembre 1978

## Distribution
- Robert Behling : Ray Sorensen
- Susan Lynch : Inga Olsness
- Joe Spano : John Sorensen
- Marianna Åström-De Fina : Kari
- Ray Ness : Henrik Sorensen
- Helen Ness : Jenny Sorensen
- Thorbjörn Rue : Thor
- Nick Eldredge : Sven
- Jon Ness : Howard
- Gary Hanisch : Charlie Forsythe
- Melvin Rodvold : Ole Olsness
- Bill Ackridge : Gordon
- Joel Thingvall : le jeune fermier
- Adelaide Thorntveidt : Adelaide Olsness
- Mabel Rue : la grand-mère
- Krist Toresen : Krist
- Harold Aleshire : Murphy
- Walter Bohlin : un fermier
- Don De Fina : Knut
- Ed Grindeland : un fermier
- Les Hanson : un fermier
- Henry Martinson : Henry Martinson
- Gordon Smaaladen : Gordon
- Ken Sorum : un fermier
- Harry Wendel : un fermier

## Distinctions
- Caméra d'or au Festival de Cannes 1979